# 테리 크루스
테리 크루스(Terry Crews, 1968년 7월 30일 ~ )는 미국의 배우, 텔레비전 진행자, 전 미식축구 선수이다.

## 출연 작품

### 영화
- 못말리는 이혼녀 (2002)
- 화이트 칙스 (2004)
- 이디오크러시 (2006)
- 겟 스마트 (2008) - 에이전트 91 역
- 익스펜더블 (2010) - 헤일 시저 역
  - 익스펜더블 2 (2012)
  - 익스펜더블 3 (2014)
- 내 여자친구의 결혼식 (2011)
- 블렌디드 (2014) - 니컨스 역
- 데드풀 2 (2018)
  - 데드풀과 울버린 (2024)
- 윌러비 가족 (2020) - 멜라노프 사령관 역 (애니메이션)
- 럼블 (2021) - 애니메이션
- 더 킬러스 게임 (2024) - 크레이튼 러브달 역

### 텔레비전
- 크리스는 괴로워 (2005-09)
- 브루클린 나인-나인 (2013-21)